# Dieffenbachia paludicola
Dieffenbachia paludicola là một loài thực vật có hoa trong họ Ráy (Araceae). Loài này được N.E.Br. ex Gleason mô tả khoa học đầu tiên năm 1929.